# Davidibelus cearensis
Davidibelus cearensis is een keversoort uit de familie Belidae. De wetenschappelijke naam van de soort is voor het eerst geldig gepubliceerd in 2004 door Zherichin & Gratshev.